# ابن طولون
ابوعبدالله شمس‌الدین محمد بن علی بن احمد بن علی بن خمارویه بن طولون دمشقی حنفی (۸۸۰–۹۵۳ ه‍.ق) محدث، فقیه، ادیب و مورخ در صالحیه در نزدیکی دمشق متولد شد. تعداد آثار وی در تاریخ اسلام منحصربه‌فرد است. او در زندگینامه‌ای که از خویش نوشته، ۷۲۸ اثر را نام برده است. آثارش در زمینه‌های تفسیر و علوم قرآنی، حدیث،‌ رجال، فقه، نحو، طب، تصوف، ادبیات و فرهنگ عامه، شعر، تاریخ و جغرافیا و تراجم، و علوم دیگر است. اعلام السائلین و اعلام الوری از آثار پرشمار اوست.